# Doubeurre
 (septembre 2017).
Si vous disposez d'ouvrages ou d'articles de référence ou si vous connaissez des sites web de qualité traitant du thème abordé ici, merci de compléter l'article en donnant les références utiles à sa vérifiabilité et en les liant à la section « Notes et références ».

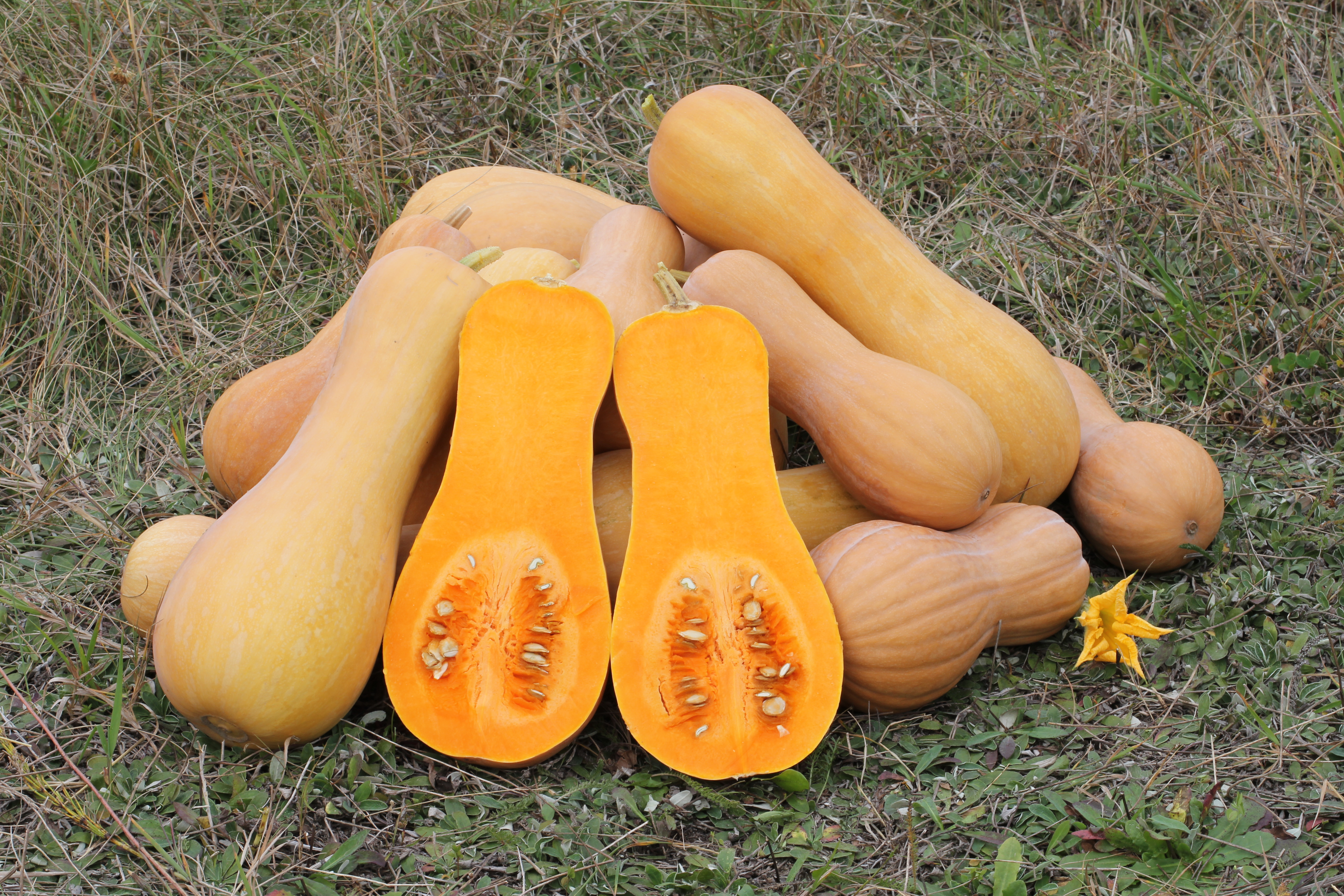
Courges « doubeurre ».

Le ou la doubeurre (l'usage hésite), parfois appelé courge cacahuète en raison de sa forme, ou le plus souvent courge butternut (littéralement, « courge noix de beurre ») par anglicisme, voire plus simplement butternut, est un cultivar de courge musquée, une plante de la famille des cucurbitacées.

## Étymologie

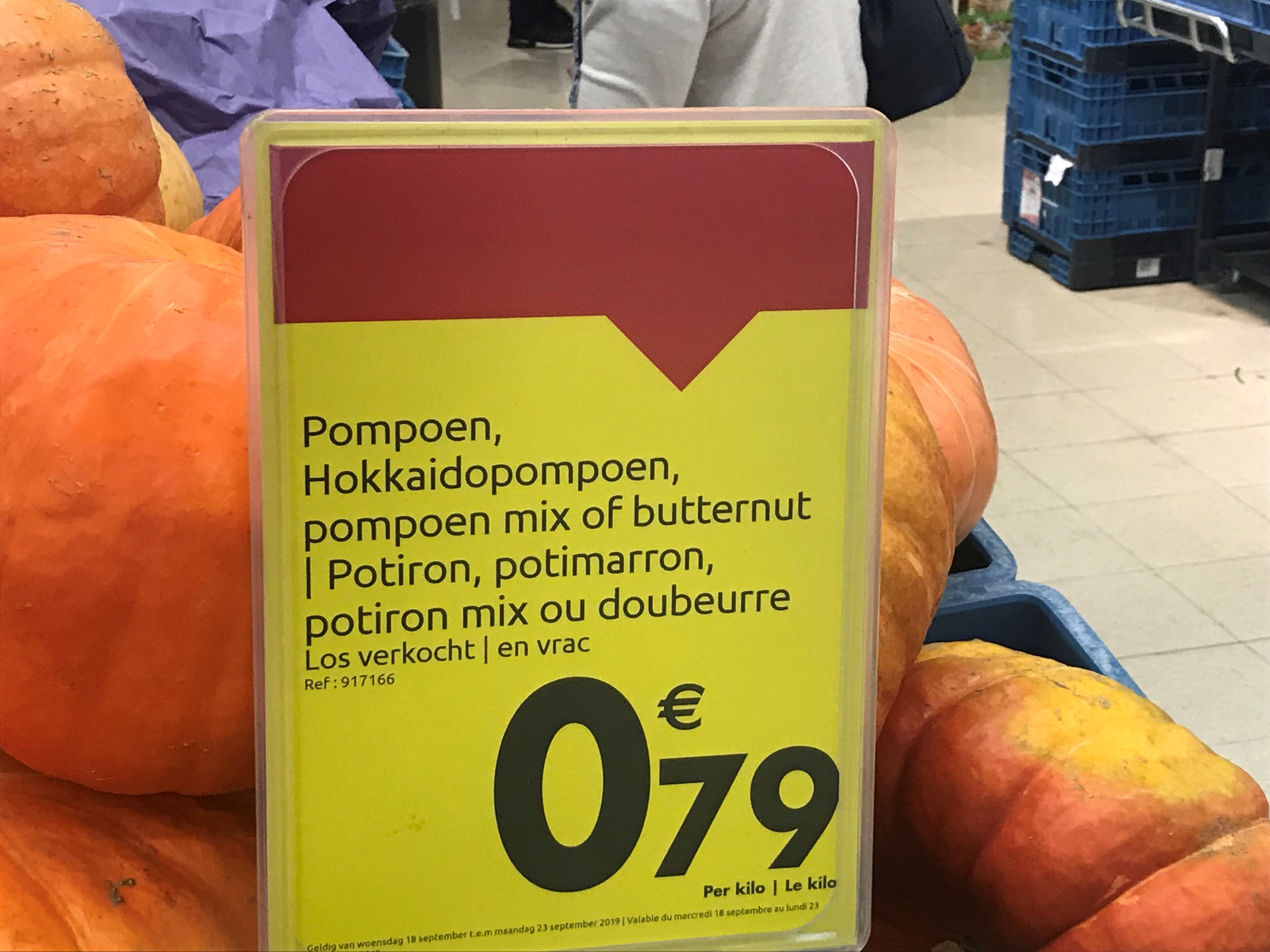
Étiquette bilingue néerlandais-français utilisant butternut en néerlandais et doubeurre en français.

Le nom français évoque le goût de cette courge, en particulier le velouté que sa texture permet d'obtenir en cuisine.
Le nom anglais butternut lui aurait été donné par Charles A. Leggett, créateur de cette variété en 1944, parce qu'il lui trouvait la tendreté du beurre et la douceur des fruits à coque.

## Culture (en Europe)

### Semis
Les graines sont longues de 0,5  à   2 cm, de forme oblongue, à peu près moitié moins larges que longues. Elles se sèment sur la tranche la plus longue à de 5 à 20 mm de profondeur.
Le doubeurre se plante après les dernières gelées, car il craint le gel. Il peut être semé en godet, 4 semaines avant la plantation en pleine terre ou semé directement en pleine terre.
Les semis en pleine terre ont tendance à se développer plus rapidement et à rattraper les plants repiqués. Ils sont cependant plus vulnérables aux attaques de limaces et de rongeurs dans les premiers stades de développement.

### Développement
Cette variété coureuse demande un intervalle de culture de 1,5 m entre les plants pour 80 cm entre les lignes. Les lianes grandissent jusqu'à faire environ 6m de long.

### Entretien
Le doubeurre a des besoins important en azote et apprécie les apports de compost ou de fumier, même frais.
Le besoin en eau est important, mais les plants ont des racines puissantes capables d'aller chercher l'eau en profondeur. Il est préférable de faire de gros arrosages espacés d'une à deux semaines plutôt que des arrosages plus fréquents, qui ne sont nécessaires qu'en cas de canicule.
Le développement important des plants peut rendre le passage impossible entre les rangs sans écraser la culture. De ce fait il est important de bien éliminer les adventices tant que le passage est encore possible (jusqu'en juillet). L'arrosage par goutte à goutte ou par aspersion est également à privilégier pour la même raison.
Le doubeurre craint l'oïdium, qui forme des taches blanches sur les feuilles et les fait sécher. L'oïdium ne s'attaque pas aux fruits, mais quand toutes les feuilles sont sèches, les fruits ne peuvent plus grandir ni mûrir. En France, l'oïdium apparaît au mois d'août à l'occasion de pluie. La plante y résiste d'autant mieux que le sol est riche. On peut soufrer les feuilles en juillet, mais le succès n'est pas garanti. Les feuilles atteintes doivent être enlevées pour ne pas contaminer les autres, et brûlées pour ne pas contaminer la terre ou le tas de compost. Consulter l'article sur l'oïdium pour avoir une description des moyens de lutte contre cette maladie des plantes.

### Récolte
Dans la moitié sud de la France, les fruits se récoltent de septembre à octobre.
Ils sont mûrs lorsqu'ils sont passés du vert pâle à une belle couleur beige, et que le pédoncule a viré au beige foncé ou au brun. Ils peuvent alors être récoltés, en coupant la tige au sécateur, en laissant un morceau de pédoncule – sinon, le fruit se conservera moins bien. On peut aussi attendre quelques semaines, voire un mois ou deux, en les laissant sur la plante, où ils continueront à être alimentés, plutôt que d'être entreposés dans un garage. Toutefois, il est essentiel de garder les fruits bien au sec, par exemple en glissant un morceau de tuile ou un peu de paille pour les éloigner du sol et les préserver de l'humidité des pluies. La peau des fruits du doubeurre est assez robuste aux agressions, et se cicatrisera même après avoir été attaquée par des insectes (mais peu s'y intéressent). Il est également préférable de les récolter dès que la température descend en dessous de 0 °C, pour ne pas risquer de geler les fruits.

## Consommation
Plusieurs parties de la plante sont comestibles :
- la fleur, dont les pétales peuvent se manger crus. Il est préférable de manger les fleurs mâles (après avoir utilisé leur pollen pour féconder les fleurs femelles) et de laisser les fleurs femelles développer leur fruit ;
- les graines, une fois décortiquées, peuvent se manger grillées et légèrement salées, à l'apéritif par exemple. On peut aussi les acheter déjà écossées, pour les utiliser en salade. Elles sont riches en zinc ;
- le fruit, s'appelle aussi le doubeurre. Arrivé à maturité, il peut se manger cru comme une carotte, bien qu'il soit très légèrement âcre, mais plus goûteux. Sa chair ferme permet de le cuisiner comme une pomme de terre. Une recette habituelle est la soupe, le doubeurre apportant avec un  mixage vigoureux une texture veloutée que ne donnent pas d'autres courges (les potirons, par exemple). On peut aussi le cuisiner au four, en gratin, ou en faire des gâteaux, comme avec les carottes[3]. Pour toutes les recettes cuites, il n'est pas nécessaire de retirer la peau, qui est comestible et ramollit à la cuisson.

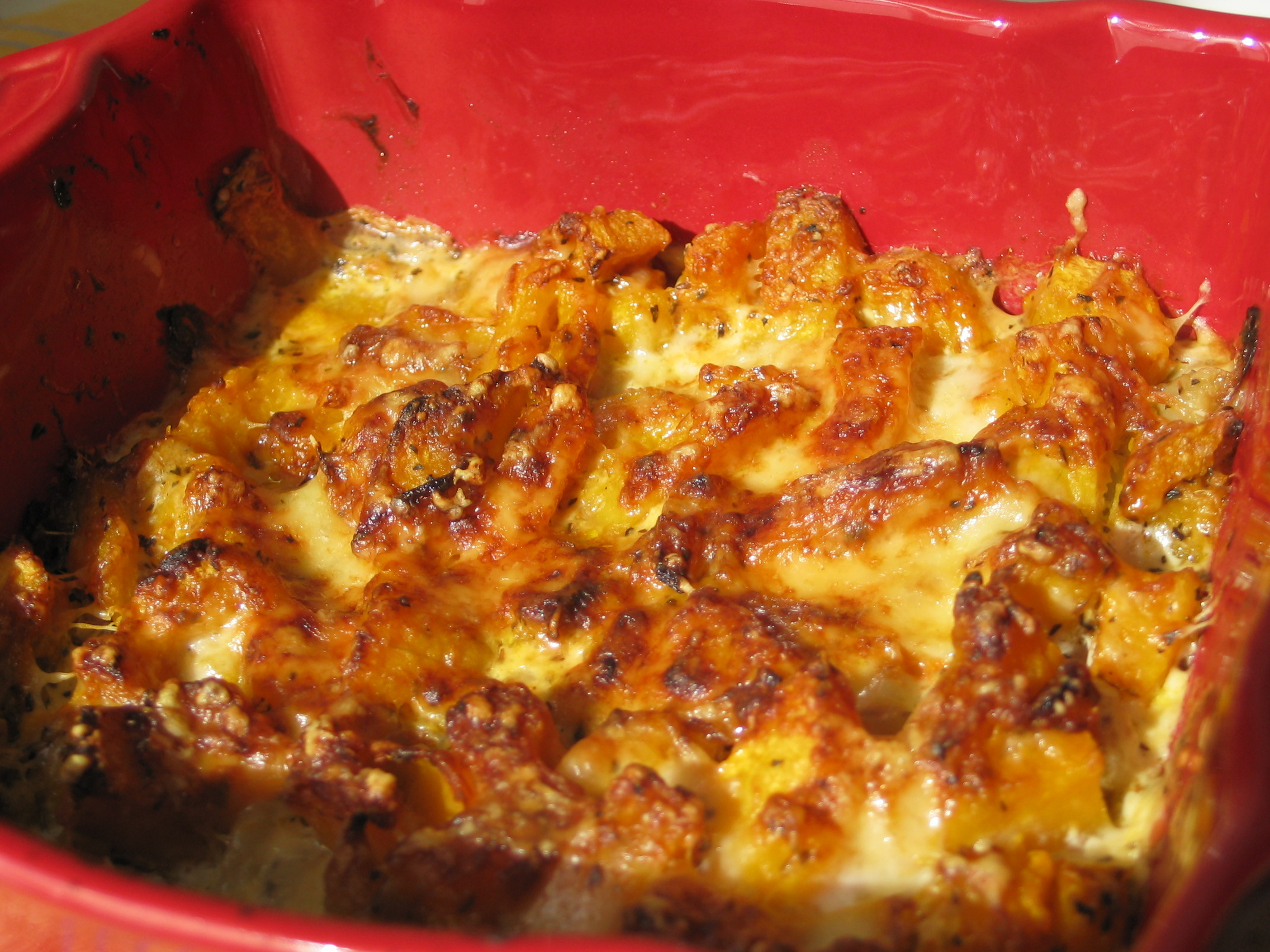
Courge doubeurre en gratin.
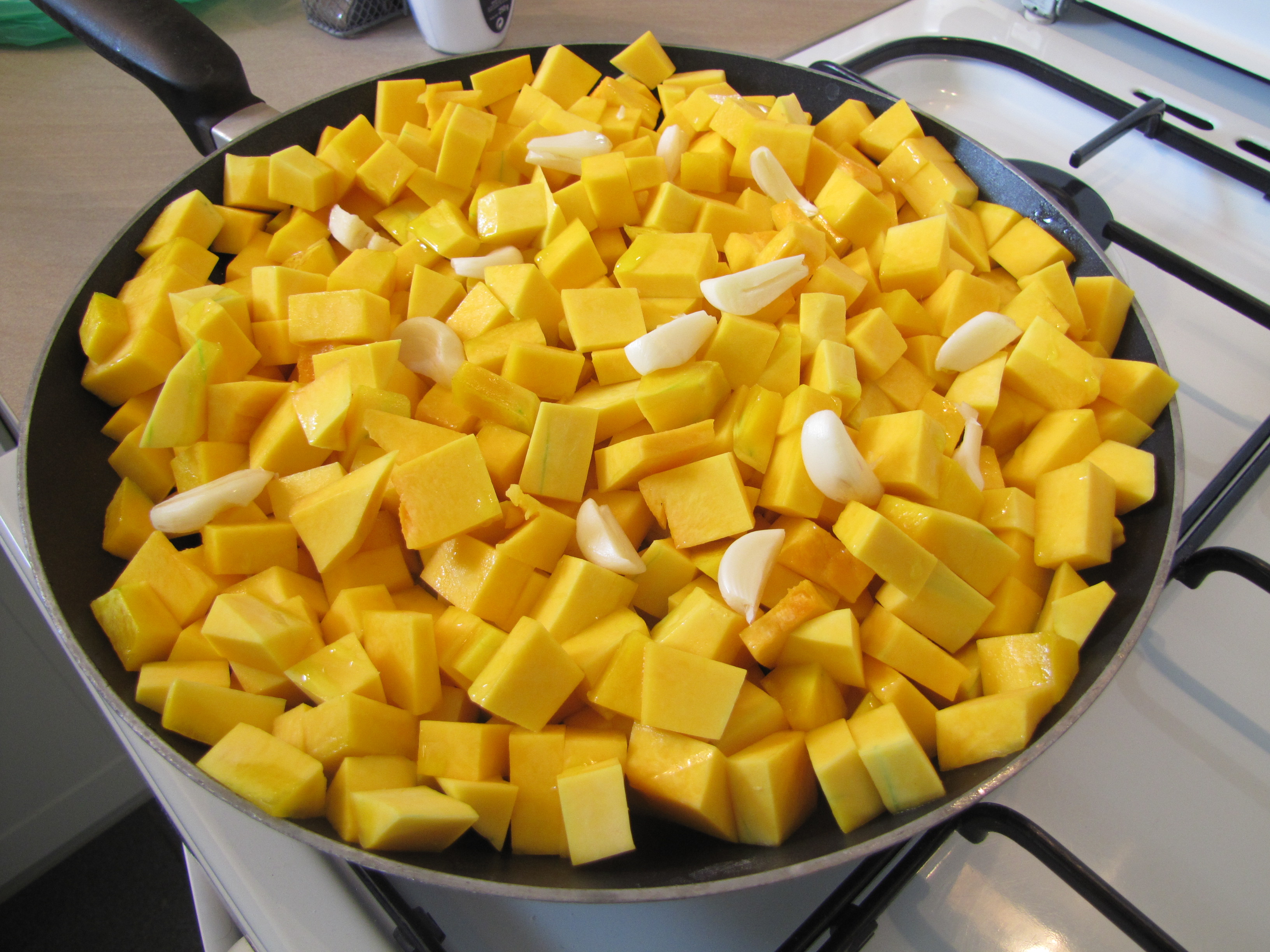
Dés de doubeurre sautés à l'huile d'olive.

## Conservation des fruits
Le doubeurre possède une peau beige, dure bien que peu épaisse (0,5  à   1,5 millimètre), qui lui assure une longue conservation, jusqu'à un an après récolte dans un endroit frais (15 à 20 °C).
Comme pour tous les fruits et légumes à longue conservation, le doubeurre se conserve dans un endroit sec et frais, et doit être surveillé régulièrement pour vérifier que la peau reste bien ferme, en particulier près du pédoncule. Tout ramollissement indique un pourrissement et doit inciter à consommer la courge rapidement. La chair du doubeurre étant ferme, le pourrissement est lent, et il est souvent possible de récupérer une bonne partie du fruit pour le manger.
Les fruits conservés longtemps, plus de 6 mois, peuvent avoir commencé à sécher et présenter un aspect fibreux au centre du fruit. Ils restent toutefois tout à fait consommables.
Il est possible de conserver un fruit coupé en deux une dizaine de jours au réfrigérateur.